# Église Saint-Barthélemy de Bajanda
Pour les articles homonymes, voir église Saint-Barthélemy.
L'église Saint-Barthélemy de Bajanda est une église romane située dans le hameau de Bajande, à Estavar, dans le département français des Pyrénées-Orientales.

## Histoire
L'église Saint-Barthélemy est citée pour la première fois en 1265.